# Elisabeth Schüssler Fiorenza
Elisabeth Schüssler Fiorenza (Cenad, Regne de Romania, 17 d'abril de 1938) és una teòloga feminista catòlica romana romanesa.

## Vida
Nasqué com a Elisabeth Schüssler el 17 d'abril del 1938 a Cenad, a la regió del Banat del Regne de Romania, on pertanyia a la població catòlica de parla sueva del Banat d'una comunitat ètnicament mixta. Quan l'exèrcit rus avançava a través de Romania a finals del 1944, els seus pares van fugir amb ella cap al sud d'Alemanya. Posteriorment es van traslladar a Frankfurt. on assistí a escoles locals. Va estudiar de 1958 a 1962 a la universitat de teologia catòlica de Würzburg.
El 1967 es va casar amb Francis Schüssler Fiorenza, un teòleg estatunidenc que estudiava a Alemanya.
El 1970 es va doctorar a la Universitat de Münster amb una tesi sobre el domini i el motiu dels sacerdots a l'Apocalipsi. L'obra va ser creada per suggeriment de l'estudiós del Nou Testament de Würzburg Rudolf Schnackenburg
El 1970, tant ella com el seu marit van aconseguir plaça docent a la Universitat Catòlica de Notre Dame, on van tenir la seva filla, Christina. Després va ensenyar a l'Episcopal Divinity School a Cambridge (Massachusetts).
El 1984, Schüssler Fiorenza va ser un dels 97 teòlegs i religiosos que van signar una declaració catòlica sobre el pluralisme i l'avortament, on feien una crida al pluralisme religiós i la discussió dins de l'Església Catòlica quant a la posició de l'església sobre l'avortament. El 1995 Schüssler Fiorenza va rebre un doctorat honoris causa per la Facultat de Teologia de la Universitat d'Uppsala.
Schüssler Fiorenza s'identifica com a catòlica i la seva obra es troba generalment en el context del cristianisme, tot i que gran part de la seva obra té una aplicabilitat més àmplia.

## Obra
Schüssler Fiorenza es va convertir posteriorment en cofundadora del Journal of Feminist Studies in Religion (revista de la qual continua sent editora). Després va ser nomenada primera catedràtica Krister Stendahl de Divinitat a la Harvard Divinity School. El seu marit, Francis Schüssler Fiorenza, és catedràtic d'estudis catòlics romans a la mateixa institució.
Schüssler Fiorenza és coeditora de Concilium.Ella va ser la primera dona triada com a presidenta de la Society of Biblical Literature i va ser escollit membre de l'Acadèmia Americana de les Arts i les Ciències el 2001.
In Memory of Her: A Feminist Theological Reconstruction of Christian Origins és un dels llibres més antics i coneguts de Schüssler Fiorenza. Aquest treball, que defensava la recuperació de les contribucions oblidades de les dones a l'església cristiana primerenca, va establir un alt nivell de rigor històric en la teologia feminista. A més, ha publicat àmpliament en revistes i antologies.
A Schüssler Fiorenza se li atribueix la invenció del mot kiriarcat al seu llibre But She Said: Feminist Practices of Biblical Interpretation.

### In Memory of Heri Pau l'Apòstol
En la reconstrucció del cristianisme primitiu a In Memory of Her, Schüssler Fiorenza parla de Sant Pau apòstol en gran manera. Explora les seves epístoles i la narració del seu ministeri en els Fets dels Apòstols. Alguns veuen la relació entre Pau l'Apòstol i les dones com a misogin, i assenyalen passatges controvertits sobre la subordinació de les dones, el seu necessari silenci a l'església i molt més. Schüssler Fiorenza rebutja aquesta noció i aprofundeix en les històries per trobar el veritable Pau i la seva relació amb les dones.
Ella parla de les nombroses trobades que té Pau amb les dones a tot el cànon i en treballs apòcrifs, I assenyala que, a tot arreu, Pau veia les dones tan iguals com a persones com en el ministeri. Una atenció especial es dedica als Fets de Pau i Tecla, una història que, tot i tenir el nom de Pau al títol, tracten principalment de la santedat i el ministeri de la seva extraordinària companya femenina.
Per acollir-se a l'origen d'aquesta reconstrucció de la igualtat de gènere, Schüssler Fiorenza recorre a un dels versos teològics fonamentals de Pau:
| «             | Ja no hi ha jueu ni grec, esclau ni lliure, home ni dona: tots sou un de sol en Jesucrist | » |
| — ［Ga 3:28］ |                                                                                           |   |

Schüssler Fiorenza veu aquesta afirmació com "una expressió clau ... de l'autocomprensió teològica del moviment missioner cristià que va tenir un impacte històric de gran abast". També va combatre la comprensió gnòstica i entenia que "convertir-se en deixeble significa per a una dona convertir-se en "masculí ", com l'home", i renunciar als seus poders sexuals de procreació, perquè el principi masculí significa el regne celestial, angelical i diví, mentre que el principi femení representa la debilitat humana o el mal". A les comunitats cristianes de Pau, les dones no havien de fer-se com els homes per ser més crues; simplement havien de seguir Crist. Des de la perspectiva de Schüssler Fiorenza, aquesta declaració a Gàlates és una confirmació de la legitimitat de, entre altres poblacions marginades, dones en el ministeri.
També discuteix els codis de la llar que es troben a Col 3,18-4,1 i 1 Pe 2:11-3:12, així com el que es poden extreure d'Efesis. Afirma que les llars i l'"església" allotjades en elles haurien estat originàriament espais d'igualtat de gènere, però a mesura que el cristianisme creixia i feia més pressions per conformar-se amb la cultura grecoromana, el sexisme hauria començat a enfilar-se. Els rols d'igualtat en el ministeri, com el primer càrrec de bisbe, es consideraven com a "[situacions] socialment volàtils". Això, combinat amb el desig de treure el poder de l'església de la mà de dones benestants, va provocar la introducció del patriarcat a l'església paulina.
Si bé les restriccions i versos misogínics sovint citats eren una part de les epístoles de Pau en alguna forma, Schüssler Fiorenza insisteix que existien per ajudar a alleujar les tensions entre la naixent església i la cultura circumdant, així com per evitar la percepció de ser un culte. Tanmateix, les comunitats post-paulines i pseudo-paulines "[van esbossar] aquestes restriccions per canviar la igualtat en Crist entre dones i homes... en una relació de subordinació".

## Publicacions

### Alemany
- Der vergessene Partner. Düsseldorf 1964.
- Priester für Gott. Münster (Westfalen), Univ., Diss., 1969/70.
- Zu ihrem Gedächtnis… Eine feministisch-theologische Rekonstruktion der christlichen Ursprünge. Múnic-Magúncia 1988.
- Brot statt Steine. Die Herausforderung einer feministischen Interpretation der Bibel.. Friburg / Suïssa 1988.
- Frauenkirche – eine Exodusgemeinschaft. Lucerna 1990.
- Das Buch der Offenbarung. Stuttgart 1994.
- Jesus – Miriams Kind, Sophias Prophet. Gütersloh 1997.
- Grenzen überschreiten. Der theoretische Anspruch feministischer Theologie. Münster 2004 (a Google books).
- Gerecht ist das Wort der Weisheit. Historisch-politische Kontexte feministischer Bibelinterpretation. Lucerna 2008.
- WeisheitsWege. Eine Einführung in feministische Bibelinterpretation. Stuttgart 2005.
- Rhetorik und Ethik. Zur Politik der Bibelwissenschaften. Lucerna 2013.

### Anglès
- Aspects of Religious Propaganda in Judaism and Early Christianity. Notredame, Indianapolis 1976.
- The Apocalypse. Chicago 1976.
- Invitation to the Book of Revelation. Garden City 1981.
- In Memory of Her. A Feminist Theological Reconstruction of Christian Origins. Crossroad, Nova York 1983, ISBN 0-8245-0667-7.
- Bread Not Stone. Boston 1984.
- Theological Criteria and Historical Reconstruction. Berkeley 1987.
- Revelation. Vision of a Just World. Minneapolis 1991.
- But She Said. Boston 1992.
- Discipleship of Equals. Nova York 1993.
- Jesus – Miriam's Child. Nova York 1994.
- Searching the scriptures. Nova York 1994/95.
- The Power of Naming. Orbis Books, Maryknoll, Nova York 1996.
- Sharing Her Word. Edinburgh u. a. 1998.
- Rhetoric and Ethic. Minneapolis 1999.
- Jesus and the Politics of Interpretation. Nova York 2000.
- Wisdom Ways. Introducing Feminist Biblical Interpretation. Orbis Books, Maryknoll, Nova York 2001.
- The Power of the Word. Scripture and the Rhetoric of Empire, Nova York 2007.
- Changing Horizons: Explorations in Feminist Interpretation, Nova York 2013.

## Literatura sobre Elisabeth Schüssler Fiorenza
- Elisabeth Gössmann: Ressenya sobre Elisabeth Schüssler Fiorenza: In Memory of Her. A Feminist Theological Reconstruction of Christian Origins. Nova York 1983 a: ThRv, vol. 80, 1984, pàgines 294-298.
- K. Rödiger, Der Sprung in die Wirklichkeit ... Impulse aus dem rhetorischen Ansatz Elisabeth Schüssler Fiorenzas für die Rezeption biblischer Texte in narrativer Sozialethik (Ètica en el discurs teològic, vol. 18). Zuric / Münster 2009.